# Xiadian (köpinghuvudort i Kina, Hubei Sheng, lat 31,42, long 114,29)
Xiadian (kinesiska: 夏店) är en köpinghuvudort i Kina. Den ligger i provinsen Hubei, i den centrala delen av landet, omkring 93 kilometer norr om provinshuvudstaden Wuhan. Antalet invånare är 29 459. Befolkningen består av 14 271 kvinnor och 15 188 män. Barn under 15 år utgör 16,0 %, vuxna 15-64 år 74 %, och äldre över 65 år 9,0 %.
Runt Xiadian är det mycket tätbefolkat, med 1 095 invånare per kvadratkilometer. Närmaste större samhälle är Xincheng, 8,3 km norr om Xiadian. Trakten runt Xiadian består till största delen av jordbruksmark.
Genomsnittlig årsnederbörd är 1 403 millimeter. Den regnigaste månaden är juli, med i genomsnitt 241 mm nederbörd, och den torraste är december, med 19 mm nederbörd.